# دانشگاه تحصیلات تکمیلی صنعتی و فناوری پیشرفته
دانشگاه تحصیلات تکمیلی صنعتی و فناوری پیشرفته در انتهای بزرگراه هفت باغ علوی در محدوده‌ای به وسعت ۲۵۰۰ هکتار و در فاصله ۲۷ کیلومتری کرمان در جوار شهر تاریخی ماهان قراردارد. این دانشگاه در مقطع کارشناسی ارشد و مقطع دکتری در پنج دانشکده مهندسی برق و کامپیوتر، دانشکده علوم و فناوری‌های نوین، دانشکده مهندسی عمران و نقشه‌برداری، دانشکده مهندسی مکانیک و مواد، و دانشکده شیمی و مهندسی شیمی در زمینه آموزشی و پژوهشی فعالیت می‌نماید.
بخش اعظم فعالیت‌های پژوهشی دانشگاه در پژوهشگاه علوم و تکنولوژی پیشرفته و علوم محیطی انجام می‌شود. این پژوهشگاه دارای چهار پژوهشکده علوم محیطی، فوتونیک، مواد، انرژی و گروه پژوهشی فناوری اطلاعات می‌باشد. این پژوهشکده‌ها در زمینه‌های پژوهشی و آموزشی از جمله اجرای طرح‌های تحقیقاتی، بنیادی و کاربردی، ارتباط علمی با مراکز دانشگاهی و پژوهشی داخل و خارج از کشور و برگزاری سمینارها و کارگاه‌های آموزشی و پذیرش دانشجو در سطح کارشناسی ارشد و دکتری فعالیت دارند. فعالیت‌های فناوری دانشگاه به منظور تبدیل ایده و علم به ثروت در پارک علم و فناوری انجام می‌پذیرد.
این دانشگاه دارای افتخارات متعددی به شرح زیر می باشد:
- کسب رتبه ۶ تا ۱۰ بین دانشگاه های صنعتی کشور از سال ۱۳۹۷ تاکنون
- کسب رتبه

## تاریخچه

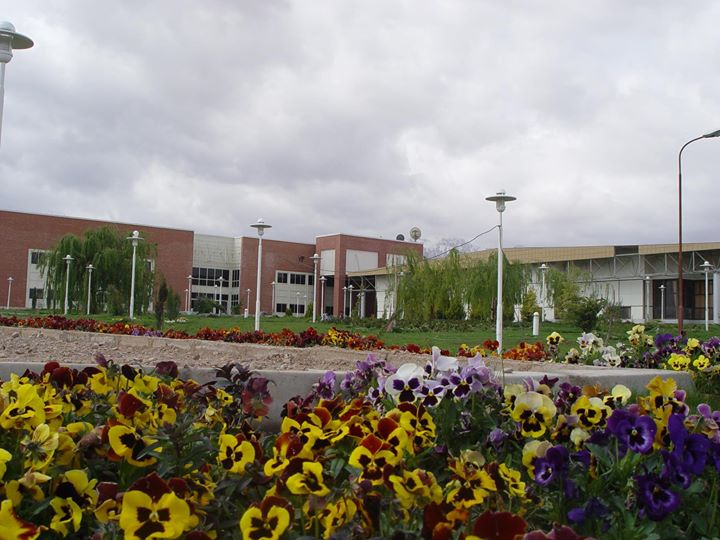
نمایی از دانشگاه

پتانسیل‌های فراوان استان کرمان در زمینه‌های صنعت، معدن، کشاورزی و خدمات نیاز به ایجاد مراکز علمی و آموزشی که در سطح پیشرفته فعالیت نمایند اجتناب ناپذیر می‌نماید، طراحی پردیس دانش ماهان برای وجود مراکز پژوهشی و فناوری دانشگاهی فرصت مغتنمی بود که دانشگاه تحصیلات تکمیلی صنعتی در این پردیس تأسیس گردد. در نیمه دوم سال ۱۳۸۶ با مصوبه شورای گسترش آموزش عالی وزارت علوم، تحقیقات و فناوری موافقت تأسیس دانشگاه تحصیلات تکمیلی صنعتی کرمان در فضای پردیس دانش ماهان صادر گردید. در سال ۱۳۸۶ توسط استاندار وقت و جمعی از مسئولین استان کلنگ احداث دانشگاه در اراضی پردیس به زمین زده شد. موافقت با فعالیت سه دانشکده مهندسی برق و کامپیوتر، مهندسی عمران و نقشه‌برداری، علوم و فناوری نوین با گروه‌های آموزشی مهندسی عمران، نقشه‌برداری، مهندسی آب، مهندسی زلزله، نانو فناوری، مهندسی فوتونیک، مهندسی انرژی‌های نو، مهندسی معدن، مهندسی مواد، مهندسی شیمی، بیوتکنولوژی، مهندسی ژئوماتیک، مهندسی اقلیم‌شناسی باعث شد که در سال تحصیلی۸۸–۸۷ اولین گروه دانشجویان رشته‌های مهندسی عمران گرایش‌های مکانیک خاک و پی، مهندسی آب و سازه، مهندسی برق گرایش‌های الکترونیک، مهندسی فناوری اطلاعات رشته فوتونیک و مهندسی کشاورزی گرایش بیوتکنولوژی کشاورزی در این دانشگاه در مقطع کارشناسی ارشد ادامه تحصیل دهند.

## دانشکده‌ها

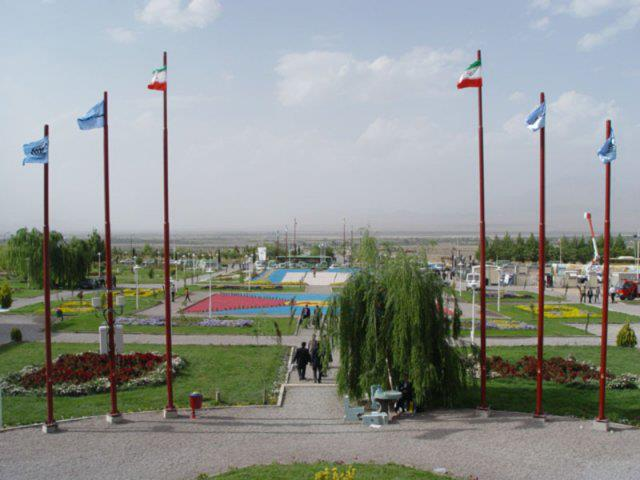
نمایی از دانشگاه

این دانشگاه شامل ۵ دانشکده به شرح ذیل می‌باشد:

### دانشکده مهندسی برق و کامپیوتر
این دانشکده در سال ۱۳۸۷ با رشته‌های برق-الکترونیک، برق_قدرت و مهندسی هسته‌ای فعالیت خود را آغاز کرد. سپس در سال ۱۳۸۸ با پذیرش دانشجو در رشته فناوری اطلاعات، گروه کامپیوتر نیز به این دانشکده اضافه شد. این دانشکده همکاری‌های تحقیقاتی متعددی را با صنایع مختلف برق، مخابرات و کامپیوتر برقرار کرده‌است که این حرکت، زمینه لازم جهت افزایش قابلیت‌های پژوهشی دانشجویان در فرایند انجام پروژه‌ها را موجب گردیده‌است. این دانشکده دارای ۲۳ عضو هیئت علمی تمام وقت می‌باشد.
این دانشکده بالاترین ضریب اشتغال دانش آموختگان را در بین فارغ التحصیلان دانشکده و پژوهشکده ها داراست.

#### گروه‌های آموزشی
- گروه آموزشی مهندسی مخابرات و الکترونیک
- گروه آموزشی مهندسی قدرت و کنترل
- گروه آموزشی مهندسی کامپیوتر و فناوری اطلاعات

#### رشته‌ها و مقاطع تحصیلی
- کارشناسی ارشد
  - مهندسی برق-مخابرات سیستم
  - مهندسی برق-مخابرات میدان
  - مهندسی برق-افزاره های میکر و نانوالکترونیک
  - مهندسی برق-سیستم های قدرت
  - مهندسی برق-الکترونیک قدرت و ماشین های الکتریکی
  - مهندسی کامپیوتر-معماری کامپیوتر
  - مهندسی فناوری اطلاعات-فناوری اطلاعات
  - مهندسی فناوری اطلاعات-تجارت الکترونیکی
- دکتری
  - مهندسی برق- قدرت

#### آزمایشگاه‌ها
- آزمایشگاه امنیت و شبکه
- آزمایشگاه انرژی‌های تجدیدپذیر
- آزمایشگاه سیستم‌های Embedded
- آزمایشگاه سیستم های مخابراتی و الکترونیک
- آزمایشگاه سیستم های قدرت

### دانشکده مهندسی مکانیک و مواد
وجود صنایع و معادن بزرگ در اطراف استان کرمان، آن را به یکی از استان‌های صنعتی کشور تبدیل کرده‌است. به دلیل نیازهای روزافزون کشور، این صنایع روز به روز نیز در حال گسترش هیتند. رفع نیازهای روزافزون این صنایع جز با بکارگیری نیروی کار متخصص و متبحر ممکن نیست. در همین راستا، دانشگاه صنعتی تحصیلات تکمیلی صنعتی و فناوری پیشرفته، بعنوان یکی از بزرگترین مجموعه‌های آموزشی استان، اقدام به تربیت متخصصان مورد نیاز این صنایع نموده‌است. دانشکده مهندسی مکانیک و مواد این دانشگاه در سال ۱۳۹۶ با ترکیب سه گروه مهندسی مواد (سال تأسیس ۱۳۸۶)، مهندسی تبدیل و سیستم‌های انرژی (سال تأسیس ۱۳۹۱) و مهندسی طراحی کاربردی و ساخت و تولید (سال تأسیس ۱۳۹۲)، و با همکاری ۱۱ عضو هیئت علمی تمام وقت تشکیل گردید.

#### گروه‌های آموزشی
- گروه آموزشی مهندسی طراحی کاربردی و ساخت و تولید
- گروه آموزشی مهندسی تبدیل و سیستم‌های انرژی
- گروه آموزشی مهندسی مواد

#### رشته‌ها و مقاطع تحصیلی
- کارشناسی ارشد
  - مهندسی مکانیک - تبدیل انرژی
  - مهندسی مکانیک- طراحی کاربردی
  - مهندسی مکانیک - ساخت و تولید
  - مهندسی مواد

#### آزمایشگاه‌ها
- آزمایشگاه طراحی و ساخت پیشرفته
- آزمایشگاه مواد پیشرفته
- آزمایشگاه محاسباتی
- آزمایشگاه تبدیل انرژی
- آزمایشگاه سیستم‌های انرژی

### دانشکده شیمی و مهندسی شیمی
گروه شیمی دانشگاه تحصیلات تکمیلی صنعتی و فناوری پیشرفته در سال ۱۳۹۰ با جذب دانشجو در مقطع کارشناسی ارشد در رشته‌های شیمی تجزیه و نانوشیمی فعالیت خود را آغاز نمود و در سال ۱۳۹۶ دانشکده شیمی و مهندسی شیمی با سه گروه شیمی، مهندسی پلیمر و مهندسی شیمی تشکیل شد و از جمله اهداف اصلی این دانشکده با داشتن رشته‌های متفاوت و استادان مجرب و متعهد، رفع نیازهای جامعه و صنعت، گسترش مرزهای دانش و تربیت دانشجویان و پژوهشگرانی متخصص است که قدم در رشد و ارتقای علمی و صنعتی کشور بردارند.

#### گروه‌های آموزشی
- گروه آموزشی مهندسی شیمی
- گروه آموزشی مهندسی پلیمر
- گروه آموزشی شیمی

#### رشته‌ها و مقاطع تحصیلی
- کارشناسی ارشد
  - مهندسی فرآیند شکل دهی پلیمرها
  - مهندسی طراحی مولکولی پلیمرها
  - مهندسی بیوتکنولوژی
  - شیمی تجزیه
  - شیمی آلی
  - شیمی دارویی

#### آزمایشگاه‌ها
- آزمایشگاه شکل دهی پلیمرها

### دانشکده مهندسی عمران و نقشه‌برداری
شکل‌گیری اولیه دانشکده مهندسی نقشه‌برداری فعلی به سال ۱۳۸۷ شمسی بر می‌گردد. مدتی پس از تشکیل سازمان نقشه‌برداری کشور به‌منظور تربیت کادر متبحر نقشه‌برداری برای سازمانهای کشور، آموزشگاه نقشه‌برداری از طرف سازمان برنامه و بودجه وقت، در کنار سازمان نقشه‌برداری کشور تأسیس شد. با توسعه روزافزونی که در کارهای عمرانی و صنعتی کشور پدید آمد.

#### گروه‌های آموزشی
- گروه آموزشی مهندسی عمران-مهندسی سازه
- گروه آموزشی مهندسی عمران- مهندسی سنجش از دور
- گروه آموزشی مهندسی عمران-مهندسی سیستم‌های اطلاعات جغرافیایی
- گروه آموزشی مهندسی عمران- مهندسی آب
- گروه آموزشی مهندسی عمران-مهندسی خاک

#### رشته‌ها و مقاطع تحصیلی
- کارشناسی ارشد
  - مهندسی عمران- سازه
  - مهندسی عمران- سنجش از دور
  - مهندسی عمران- سیستم‌های اطلاعات جغرافیایی
  - مهندسی عمران- مهندسی آب
  - مهندسی عمران- مکانیک خاک و پی
  - مهندسی زلزله
  - مهندسی سازه‌های هیدرولیکی
  - مهندسی مدیریت و ساخت
  - مهندسی محیط زیست (گرایش‌های عمومی و مواد زائد و جامد)
  - مهندسی معماری
  - مهندسی پلیمر (گرایش نانو پلیمر)

#### آزمایشگاه‌ها
- آزمایشگاه تکنولوژی پیشرفته آسفالت
- آزمایشگاه مکانیک خاک و پی
- آزمایشگاه سنجش از دور
- آزمایشگاه سیستم‌های اطلاعات مکانی

### دانشکده علوم و فناوریهای نوین
دانشگاه تحصیلات تکمیلی صنعتی کرمان با تأسیس دانشکده مهندسی علوم و فناوریهای نوین و توسعه رشته‌های میان رشته‌ای در عرصه مهندسی در تلاش است با تربیت دانشجویان و انجام فعالیت‌های پژوهشی جدید در این راستا گام‌های مؤثری بردارد.

#### گروه‌های آموزشی
- گروه آموزشی ژئوفیزیک
- گروه آموزشی فوتونیک
- گروه آموزشی مهندسی مواد- خوردگی و محافظت از مواد
- گروه آموزشی مهندسی کشاورزی - اصلاح نباتات
- گروه آموزشی مهندسی کشاورزی - بیوتکنولوژی
- گروه آموزشی مهندسی پلاسما
- گروه آموزشی ریاضی کاربردی - آنالیز عددی
- گروه آموزشی ریاضی محض- آنالیز ریاضی
- گروه آموزشی شیمی تجزیه
- گروه آموزشی نانوشیمی
- گروه آموزشی زمین‌شناسی - تکتونیک
- گروه آموزشی فیزیک اتمی مولکولی
- گروه آموزشی مهندسی هسته‌ای-راکتور
- گروه آموزشی مهندسی هسته‌ای-پرتو پزشکی

#### رشته‌ها و مقاطع تحصیلی
- کارشناسی ارشد
  - ژئوفیزیک
  - ژئوفیزیک-زلزله
  - ژئوفیزیک- ژئومغناطیس
  - ژئوفیزیک- ژئوالکتریک
  - ژئوفیزیک- لرزه‌شناسی
  - فوتونیک
  - مهندسی مواد-خوردگی و حفاظت از مواد
  - مهندسی کشاورزی-اصلاح نباتات
  - مهندسی کشاورزی-بیوتکنولوژی کشاورزی
  - مهندسی پلاسما
  - ریاضی کاربردی (آنالیز عددی)
  - ریاضی محض (آنالیز)
  - شیمی تجزیه
  - نانوشیمی
  - زمین‌شناسی - تکتونیک
  - مهندسی هسته‌ای- رآکتور
  - مهندسی هسته‌ای- پرتوپزشکی
  - مهندسی کامپیوتر- معماری کامپیوتر
  - مهندسی هسته‌ای-کاربرد پرتوها
- دکتری
  - فیزیک اتمی و مولکولی
  - مهندسی هسته ای
  - ریاضی کاربردی
  - زیست شناسی

#### آزمایشگاه‌ها
- آزمایشگاه سیتوژنتیک
- آزمایشگاه ژنتیک گیاهی
- آزمایشگاه ژنتیک جانوری
- آزمایشگاه سانتریفوژ سرعت بالا
- آزمایشگاه آنالیز دستگاهی
- طیف‌سنجی جذب اتمی
- آزمایشگاه اندازه‌گیری افلاتوکسین
- آزمایشگاه ادوات نوری
- آزمایشگاه الکترونیک
- آزمایشگاه لیزر
- آزمایشگاه لیزر رنگ
- آزمایشگاه تأیید نمونه مشخصات خطی فیبر نوری
- آزمایشگاه خواص مکانیکی مواد
- آزمایشگاه آنالیز مواد
- میکروسکوپ‌های نوری
- آزمایشگاه متالوگرافی
- آزمایشگاه متالورژی پودر
- آزمایشگاه عملیات حرارتی
- آزمایشگاه شکل‌دهی حالت جامد
- آزمایشگاه ژئوفیزیک

## پژوهشکده‌ها

### پژوهشگاه علوم و تکنولوژی پیشرفته و علوم محیطی
موقعیت خاص استان کرمان از نظر منابع انسانی، توان معدنی و کشاورزی و جاذبه‌های سیاحتی، اقتصادی متکی بر تولید را برای این منطقه به ارمغان آورده‌است. وجود دانشگاه‌ها و مراکز تحقیقاتی، صنایع مادر خصوصاً در زمینه صنعت و معدن و مراکز کشاورزی و حضور نیروهای متخصص، بستر ساز مجموعه‌ای به نام پژوهشگاه علوم و تکنولوژی پیشرفته و علوم محیطی شده‌است. در سال ۱۳۶۹ در سفری که وزیر فرهنگ و آموزش عالی وقت به کشور ونزوئلا داشتند در زمینه تأسیس دانشگاه پژوهشگاه علوم و تکنولوژی پیشرفته و علوم محیطی در کشور جمهوری اسلامی ایران با عبدالسلام فیزیکدان فقید پاکستانی (رئیس وقت فرهنگستان علوم جهان سوم) با هدف ایجاد فضایی برای گسترش خلاقیت و نوآوری از طریق هم افزایی بین مراکز آموزشی، تحقیقاتی و واحدهای فناوری توافقنامه‌ای مبادله شد. در پی این توافقنامه و پس از انجام بررسی‌های لازم، این مرکز در انتهای بزرگراه هفت باغ علوی در محدوده‌ای به وسعت ۲۰۰۰ هکتار و در فاصله ۲۷ کیلومتری شهر کرمان در جوار شهر تاریخی ماهان و بر اساس ماده واحد مصوب سال ۱۳۷۵ مجلس شورای اسلامی تأسیس گردید. اساسنامه مرکز نیز در سال ۱۳۷۷ به تصویب هیئت دولت رسید. در حال حاضر امکانات زیربنایی مناسبی در مرکز فراهم شده‌است که از آن جمله می‌توان به بیش از ۲۵۰۰۰ متر مربع فضای آزمایشگاهی، کارگاهی، اداری و کتابخانه و همچنین زیر ساخت‌های ارتباطی از جمله اینترنت پر سرعت و سیستم ویدئو کنفرانس اشاره کرد. این مرکز دارای چهار پژوهشکده علوم محیطی، فوتونیک، مواد، انرژی و گروه پژوهشی فناوری اطلاعات (IT) می‌باشد. این پژوهشکده‌ها در زمینه‌های پژوهشی و آموزشی مختلف از جمله پذیرش دانشجو در سطح کارشناسی ارشد و دکتری، اجرای طرح‌های تحقیقاتی بنیادی و کاربردی، ارتباطات علمی با مراکز دانشگاهی و پژوهشی داخل و خارج ازکشور و برگزاری سمینارها و وکارگاه‌های آموزشی فعالیت دارند.

### پژوهشکده علوم محیطی
پژوهشکده علوم محیطی با داشتن موافقت نامه قطعی از سال ۱۳۸۰ فعالیت‌های پژوهشی و آموزشی خود را در قالب چهار گروه تخصصی اکولوژی، بیوتکنولوژی، تنوع زیستی و محیط زیست آغاز نموده‌است. این پژوهشکده به منظور تحقق اهداف تعیین شده و رسیدن به اولویت‌های مورد نظر با تکیه بر نیروهای هیئت علمی متخصص و کارشناسان ورزیده و یاری گرفتن از تمامی محققان شایسته در سطح کشور و با توجه به سیستم دستگاهی و تجهیزات پیشرفته آزمایشگاهی موفق شده‌است در این مدت طرح‌های تحقیقاتی زیادی را در زمینه‌های مورد نظر به اجرا رساند. اهداف پژوهشکده در قالب اهداف و اولویتهای گروه‌های پژوهشی تدوین شده‌است.
درب‌های پژوهشکده علوم محیطی با نگرش تولید علم و گسترش مرزهای دانش و رفع مشکلات کشور از طریق اجرای طرح‌های کاربردی به روی تمامی محققان و اعضای هیئت علمی باز بوده و پذیرای طرح‌های پژوهشی در زمینه اولویتهای گروه‌ها می‌باشد. مرکز با دانشگاه شهید باهنر کرمان و دانشگاه علوم پزشکی کرمان سابقه تفاهم نامه برای اجرای طرح‌های پژوهشی مشترک را داراست و با دانشگاه تربیت مدرس، پژوهشگاه ملی مهندسی ژنتیک و انستیتو رازی کرمان تفاهم نامه نامه اجرای طرح مشترک و پذیرش دانشجوی مشترک در مقاطع تحصیلات تکمیلی را امضاء نموده‌است و با ستادهای ملی نانو، زیست فناوری و سلول‌های بنیادی همکاری دارد. دانشجویان دکتری سایر دانشگاه‌ها می‌توانند پس از ارائه و تأیید پروپوزال در یکی از گروه‌ها و عقد تفاهم نامه با دانشگاه محل تحصیل از پشتیبانی مالی، علمی و پژوهشی و امکانات بخش برخوردار شوند.
علاوه بر اجراء و حمایت از طرح‌های پژوهشی، پژوهشکده از برگزاری همایش‌ها و کارگاه‌های علمی حمایت نموده و سابقه برگزاری چهارمین کنفرانس ملی بیوتکنولوژی در سال ۱۳۸۴، دومین همایش ملی زیست‌شناسی سلولی و مولکولی در سال ۱۳۸۶ و اولین گردهمایی تخصصی خزنده و دوزیست‌شناسی در سال ۱۳۸۷ را در کارنامه خود دارد. همچنین تاکنون چندین کارگاه آموزشی در زمینه، روش تحقیق در علوم زیستی، سلول‌های بنیادی، طراحی پرایمر،Real time PCR , PCR در پژوهشکده برگزار شده‌است.

#### گروه‌های پژوهشی
- گروه پژوهشی اکولوژی
- گروه پژوهشی بیو تکنولوژی
- گروه پژوهشی تنوع زیستی
- گروه پژوهشی محیط زیست

#### آزمایشگاه‌ها
- آزمایشگاه سیتوژنتیک
- آزمایشگاه بیوتکنولوژی گیاهی
- آزمایشگاه بیوتکنولوژی جانوری
- آزمایشگاه آنالیز دستگاهی
- آزمایشگاه گروه اکولوژی
- آزمایشگاه پیش نشانگرهای زلزله و علوم و فنون هسته‌ای

### پژوهشکده فوتونیک
پژوهشکده فوتونیک متشکل از چهار گروه لیزر، فوتونیک و نانوفیزیک، فیبر نوری  است که به منظور تحقق اهداف تعیین شده بر مبنای اساسنامه مرکز از سال ۱۳۸۰ با موافقت اصولی فعالیت خود را آغاز و در سال ۱۳۸۳ موافقت قطعی را از وزارت علوم، تحقیقات و فناوری کسب نموده‌است. در حال حاضر این پژوهشکده با اعضای هیئت علمی تمام وقت و نیمه وقت به فعالیت پژوهشی و آموزشی مورد نظر می‌پردازد.

### پژوهشکده مواد
این پژوهشکده در سال ۱۳۸۰ موافقت اصولی خود را از وزارت علوم و تحقیقات و فناوری دریافت نمود و در قالب سه گروه پژوهشی فلزات، سرامیک و مواد نو با هدف فراهم سازی امکانات جهت انجام پروژه‌های تحقیقاتی و تربیت نیروی متخصص و کارآمد و برقراری ارتباط علمی با سایر مراکز پژوهشی در راستای اساسنامه مرکز تأسیس گردید.

#### گروه‌های پژوهشی
- گروه پژوهشی مواد نو
- گروه پژوهشی سرامیک
- گروه پژوهشی فلزات

#### آزمایشگاه‌ها
- آزمایشگاه میکروسکوپ‌های نوری
- آزمایشگاه متالوگرافی
- آزمایشگاه متالورژی پودر
- آزمایشگاه خواص مکانیکی مواد
- آزمایشگاه آنالیز مواد
- آزمایشگاه عملیات حرارتی
- آزمایشگاه شکل‌دهی حالت جامد
- آزمایشگاه میکروسکوپ نیروی اتمی
- آزمایشگاه شیمی آلی عمومی و شیمی دستگاهی

### پژوهشکده انرژی
مسئله تأمین انرژی مورد نیاز جوامع یکی از مهم‌ترین دغدغه‌های قرن گذشته و حال کشورهای جهان می‌باشد که بسمت یک بحران رو به افزایش میل می‌کند. چالشهای فراوانی در این زمینه مطرح بوده و اکثر کشورهای صنعتی و پیشرفته نیز با حداکثر توان اقتصادی و تکنولوژیکی خود بدان پرداخته‌اند.
به منظور فراهم سازی امکانات مناسب جهت انجام پروژه‌های تحقیقاتی و تربیت نیروهای متخصص و کارآمد پژوهشکده انرژی از سال ۱۳۸۳ فعالیت خود را آغاز کرده و در شهریور ماه ۱۳۸۴ موفق به کسب موافقت اصولی از وزارت علوم و تحقیقات و فناوری در سه گروه پژوهشی بهینه‌سازی و مدیریت انرژی، انرژی‌های تجدید شونده و تبدیل انرژی، پیل سوختی و هیدروژن گردیده‌است.

#### گروه‌های پژوهشی
- مدیریت و بهینه‌سازی انرژی
- انرژیهای تجدید شونده و تبدیل انرژی
- پیل سوختی و هیدروژن

#### آزمایشگاه‌ها
- آزمایشگاه مدیریت و بهینه‌سازی انرژی
- آزمایشگاه اندازه‌گیری سیستم‌های انرژی
- آزمایشگاه تبدیل انرژی و انرژی‌های نو
- آزمایشگاه سوخت و احتراق و موتور (در شرف راه‌اندازی)
- آزمایشگاه بیو انرژی (در شرف راه‌اندازی)

## کتابخانه و مراکز اطلاع‌رسانی
به منظور استفاده محققین و دانشجویان مقاطع تحصیلات تکمیلی از جدیدترین کتاب‌ها، مراجع و مقالات علمی، کتابخانه‌ای با امکانات به روز در دانشگاه در نظر گرفته شده‌است این کتابخانه شامل بیش از ۲۲۵۰۰ جلد کتاب شامل ۱۸۰۰۰ کتاب لاتین و بقیه فارسی و ۲۰۰۰ جلد پایان‌نامه و گزارش طرح و نزدیک به ۱۵۰۰ حلقه CD می‌باشد مجموعه کتابخانه تحت وب بوده و از طریق سایت اینترنتی دانشگاه قابلیت جستجو رزرو را دارا است.

## پارک علم و فناوری استان کرمان
پارک علم و فناوری استان کرمان در راستای برنامه‌های توسعه‌ای اقتصادی، اجتماعی و فرهنگی جمهوری اسلامی ایران و در چارچوب مأموریتهای وزارت علوم، تحقیقات و فناوری با هدف گسترش فعالیت‌های دانش بنیان و ارتقای سطح فناوری در منطقه شکل گرفته‌است. وجود ظرفیت‌های منطقه‌ای فراوان در استان به ویژه منابع طبیعی سرشار و اقلیم چهارفصل آن، پتانسیل بالای صنعتی، معدنی و کشاورزی و برخورداری از منابع انسانی متخصص در سایهٔ دانشگاه‌ها و مراکز آموزشی و پژوهشی، پارک علم و فناوری استان کرمان را به عنوان اولین پارک علم و فناوری منطقه جنوب شرق کشور دارای جایگاه و اعتبار ویژه‌ای کرده‌است. توجه به موضوع ایجاد پارک علم وفناوری در اساسنامه پژوهشگاه علوم و تکنولوژی پیشرفته و علوم محیطی به عنوان سازمان مؤسس ضمن تقویت جایگاه قانونی پارک، گواه اهتمام و نگاه توسعه‌ای و آینده نگر بنیان‌گذاران و مسئولین مجموعه می‌باشد.